# Léopold Thadée Ramotowski
Léopold Thadée Ramotowski – generał brygady armii francuskiej, Kawaler Legii Honorowej. Postać odnotowana w spisie osób tworzących dziedzictwo narodowe Francji.

## Życiorys
Léopold Thadée Ramotowski urodził się 26 października 1841 roku w Désertines departamencie Mayenne we Francji. Rodzicami jego byli Józef Konstanty (1812) i Constance Aline Guesdon de Beauchesne (1803).
W latach 1849–1855 Léopold był uczniem Szkoły Batiniol – szkoły polskiej w Paryżu, elewem specjalnej szkoły wojskowej w Erguery (?) i absolwentem École Spéciale Militaire de Saint-Cyr.
1 października 1863 roku otrzymał stopień podporucznika i został skierowany do 8. pułku strzelców konnych.
16 lipca 1870 roku został awansowany do stopnia porucznika.
Wraz z 8.pułkiem wziął udział w wojnie francusko-pruskiej 1870 roku w ramach Armii Renu i został wzięty do niewoli dnia 2 września 1870 roku, ale już następnego dnia wydostał się na wolność.(Taka informacja znajduje się w dokumencie o przebiegu służby wojskowej majora Léopolda Ramotowskiego sporządzonym w 1886 roku w Szkole Kawalerii w Saumur. Ordre de bataille znajdujący się w opracowaniu pana Paula Willinga „L’armée de Napoléon III” umieszcza 8 pułk strzelców konnych w 12 korpusie armijnym Armii Chalon. Jest to bardziej prawdopodobne, ponieważ Armia Chalon skapitulowała właśnie 2 września 1870, co zgadza się z datą wzięcia do niewoli porucznika Léopolda Ramotowskigo) Przedostał się w rodzinne strony do Normandii i zgłosił się do dalszej służby. Awansowany do stopnia kapitana został skierowany do 6 pułku strzelców konnych i z nim w ramach Armii Loary wziął udział w dalszych działaniach wojennych.
W ramach Armii Loary walczył również jego ojciec Józef Konstanty – podpułkownik Gwardii Narodowej Zmobilizowanej.
Po wojnie wrócił do 6 pułku strzelców konnych w którym kontynuował służbę do połowy lutego 1875 roku.
Od połowy lutego służył w 3 pułku huzarów i w ramach tej jednostki wziął udział w tłumieniu powstania El’Amari w Algierii. Jego udział w kampanii algierskiej został odnotowany między 21 stycznia 1876 roku a 28 października 1877 roku.
21 kwietnia 1882 roku został awansowany do stopnia majora i skierowany do 18 pułku strzelców konnych jako dowódca dywizjonu, a od 13 maja 1885 do 3 pułku spahisów ciągle jako dowódca dywizjonu kawalerii.
W okresie od 24 czerwca 1885 roku do 27 sierpnia 1885 roku uczestniczył wraz ze swoją jednostką w tłumieniu powstania króla Lat-Dior w Senegalu.
Wiosną 1886 roku wrócił do metropolii francuskiej z przydziałem do prestiżowej szkoły kawalerii z Saumur. Został szefem instruktorów ćwiczeń wojskowych i szefem dywizjonu w tej szkole. Sprowadził do Saumur swojego ojca Józefa Konstantego.
2 lipca 1886 za udział w trzech kampaniach wojennych został odznaczony Legią Honorową.
11 maja 1888 roku został awansowany do stopnia podpułkownika i przydzielony do 7 pułku huzarów w Tours.
12 września 1891 został pułkownikiem i dowódcą 12 pułku strzelców konnych w Sézanne.
W czerwcu 1897 roku dostał nominację na generała brygady, a od sierpnia tego roku został dowódcą 3 brygady kirasjerów składającej się z 3 i 6 pułku kirasjerów stanowiących elementy 3 dywizji kawalerii. Stacjonował w Tours i Sainte-Menehould.
W 1903 roku odszedł ze służby liniowej i dostał przydział do Komitetu Technicznego Kawalerii w Paryżu.
Zmarł 13 grudnia 1921 roku i został pochowany na cmentarzu Montparnasse w grobie, w którym spoczywali już jego rodzice i siostra.